# ملاخي
ملاخي هو نبي يهودي ثانوي، من أهل القرن الخامس قبل الميلاد، وآخر الأنبياء في اليهودية.
ينسب إليه سفر ملاخي. ومن المحققين من يرى أن «ملاخي» اسم اصطلاحي لكاتب مجهول وضع هذا السفر في النصف الأول من القرن الخامس قبل الميلاد. وفقًا لقاموس الكتاب المقدس في إيستون لعام 1897، من الممكن أن يكون ملاخي ليس اسمًا علميًا. نظرًا لأنه يعني ببساطة "رسول" ، يفترض الكثيرون أنه اسم مستعار.  يزعم التقليد اليهودي أن الهوية الحقيقية لملاخي هي عزرا الكاتب.

## الهوية
أشار محررو الموسوعة اليهودية لعام 1906 إلى أن ملاخي تنبأ بعد حجي وزكريا وتكهن بأنه ألقى نبوءاته حوالي 420 قبل الميلاد، بعد عودة نحميا الثانية من بلاد فارس، أو ربما قبل عودته. التلمود والتارغوم الآرامي ليوناثان بن عزيئيل يحددان عزرا على أنه نفس الشخص مثل ملاخي. هذه هي النظرة التقليدية التي يتبناها معظم اليهود وبعض المسيحيين، بما في ذلك جيروم. هذا التعريف معقول، لأن "ملاخي" يوبخ الناس على نفس الأشياء التي فعلها عزرا، مثل الزواج من امرأة وثنية أجنبية. يركز ملاخي أيضًا بشكل كبير على الكهنة الفاسدين؛ الذي احتقره عزرا، الكاهن نفسه الذي حث الشعب على اتباع الناموس. بحسب يوسيفوس، مات عزرا ودُفن "بطريقة رائعة في القدس". إذا كان التقليد الذي كتبه عزرا تحت اسم "ملاخي" صحيحًا، فإن جوزيفوس يعني ذلك المدفون في قبر الأنبياء، مكان الراحة التقليدي لملاخي. وهذا من شأنه أن يفسر أيضًا سبب عدم إشارة عزرا إلى نبي يُدعى ملاخي، بينما أشار إلى أنبياء آخرين مثل حجي وزكريا .زربابل ونحميا. يقترح آخرون أن ملاخي كان شخصًا منفصلاً تمامًا، وربما لاويًا وعضوًا في الجمعية الكبرى.

## التاريخ
تختلف الآراء حول تاريخ النبي بالضبط، لكن جميع العلماء تقريبًا يتفقون على أن ملاخي تنبأ خلال الفترة الفارسية، وبعد إعادة بناء وتكريس الهيكل الثاني في عام 516 قبل الميلاد. وبشكل أكثر تحديدًا، ربما عاش ملاخي وعمل جاهدًا في زمن عزرا ونحميا.الإساءات التي ذكرها ملاخي في كتاباته تتوافق تمامًا مع تلك التي وجدها نحميا في زيارته الثانية إلى القدس في عام 432 قبل الميلاد، ويبدو أنه من المؤكد بشكل معقول أنه تنبأ بالتزامن مع نحميا أو بعد ذلك بوقت قصير.

بحسب و. غونتر بلوت :
يصف ملاخي الكهنوت الذي يتجاهل واجباته، والمعبد الذي يعاني من نقص التمويل لأن الناس فقدوا الاهتمام به، والمجتمع الذي يطلق فيه الرجال اليهود زوجاتهم اليهوديات للزواج خارج الإيمان. 